# Port lotniczy Charleston
Port lotniczy Charleston (IATA: CHS, ICAO: KCHS) – port lotniczy położony w North Charleston, w stanie Karolina Południowa, w Stanach Zjednoczonych.